# Kościół Niepokalanego Poczęcia Najświętszej Marii Panny w Gałowie
Kościół Niepokalanego Poczęcia Najświętszej Marii Panny w Gałowie zabytkowy kościół w miejscowości Gałów.

## Opis
Kościół filialny wybudowany w 1509, przebudowany w 1848.  Na kościele tablica o przebudowie świątyni z herbami von Seydlitz (L) i Czettritz (P).
Wewnątrz epitafia z herbami, m.in.:
- Marii [C]Zetritz zm. 15.04.1608
  - ojcowskie (L) von: Czetritz, Jendorf
  - matczyne (P) von: Zedlitz, Zedlitz
- Hansa von Seidlitz[4]
  - ojcowskie von: Seidlitz, Seidlitz
  - matczyne von: Seidlitz, Haunolt[5]
- Evy von Pritwitz, zm. 1598
  - ojcowskie von: Pritwitz, Schindel
  - matczyne von: Franckenberg, [Schaff]Gotschen
- Hansa von Seidlitz, zm. 18.01.1618[4]
  - ojcowskie von: Seidlitz, Seidlitz
  - matczyne von: Czettritz, Zedlitz
- Hansa von Seidlitz, ur. 16.07.1597.
- Ludemilly Nimtzin [Niemitz] zm. 19.12.1559
  - ojcowskie von: Niemitz, Reibnitz[5]
  - matczyne von: Nimptsch
- kobiety von Seidlitz, 
  - ojcowskie von: Seidlitz, Niemitz
  - matczyne von: Haunolt, X
- mężczyzny von Seidlitz,  
  - ojcowskie von: Seidlitz, Reichenbach
  - matczyne von: Niemitz, Nimptsch
- mężczyzny von Seidlitz,  
  - ojcowskie von: Seidlitz, Nimptsch
  - matczyne von: Reichenbach, Reibnitz[5]

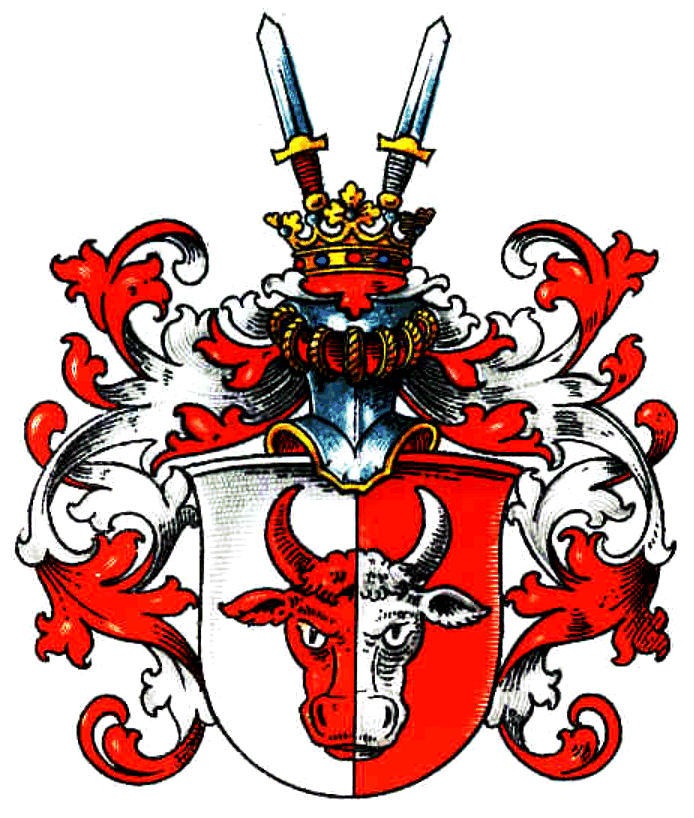
Czettritz
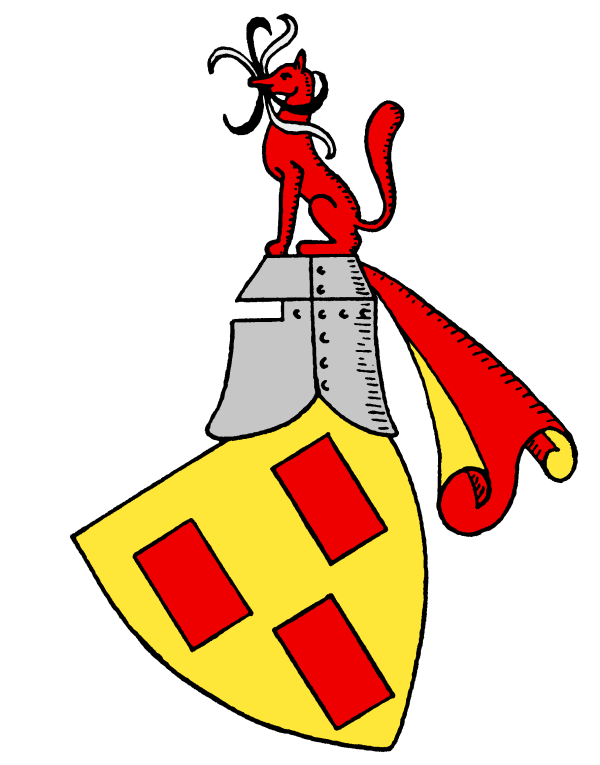
Frankenberg
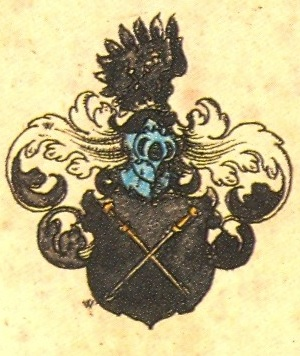
Haunolt (Haynolt)
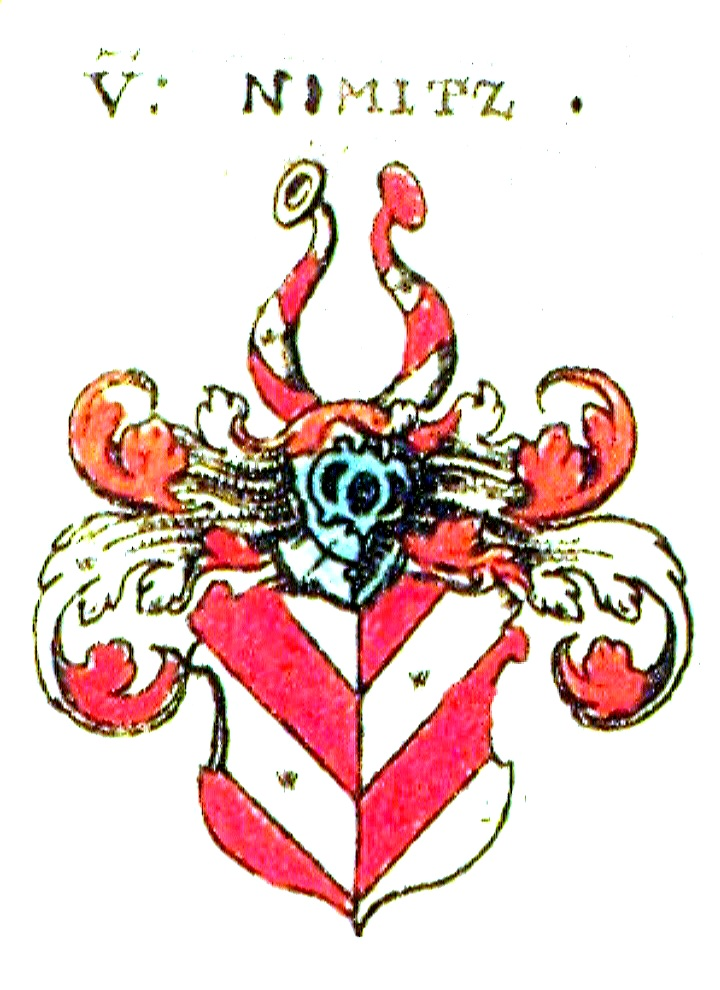
Niemitz
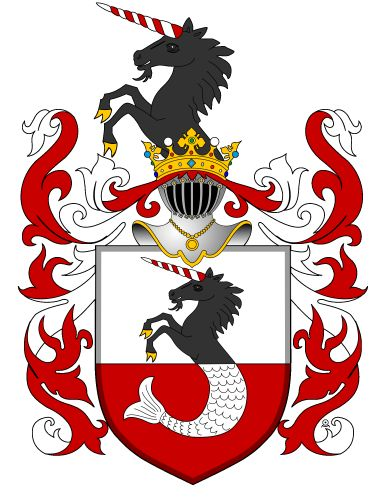
Nimptsch
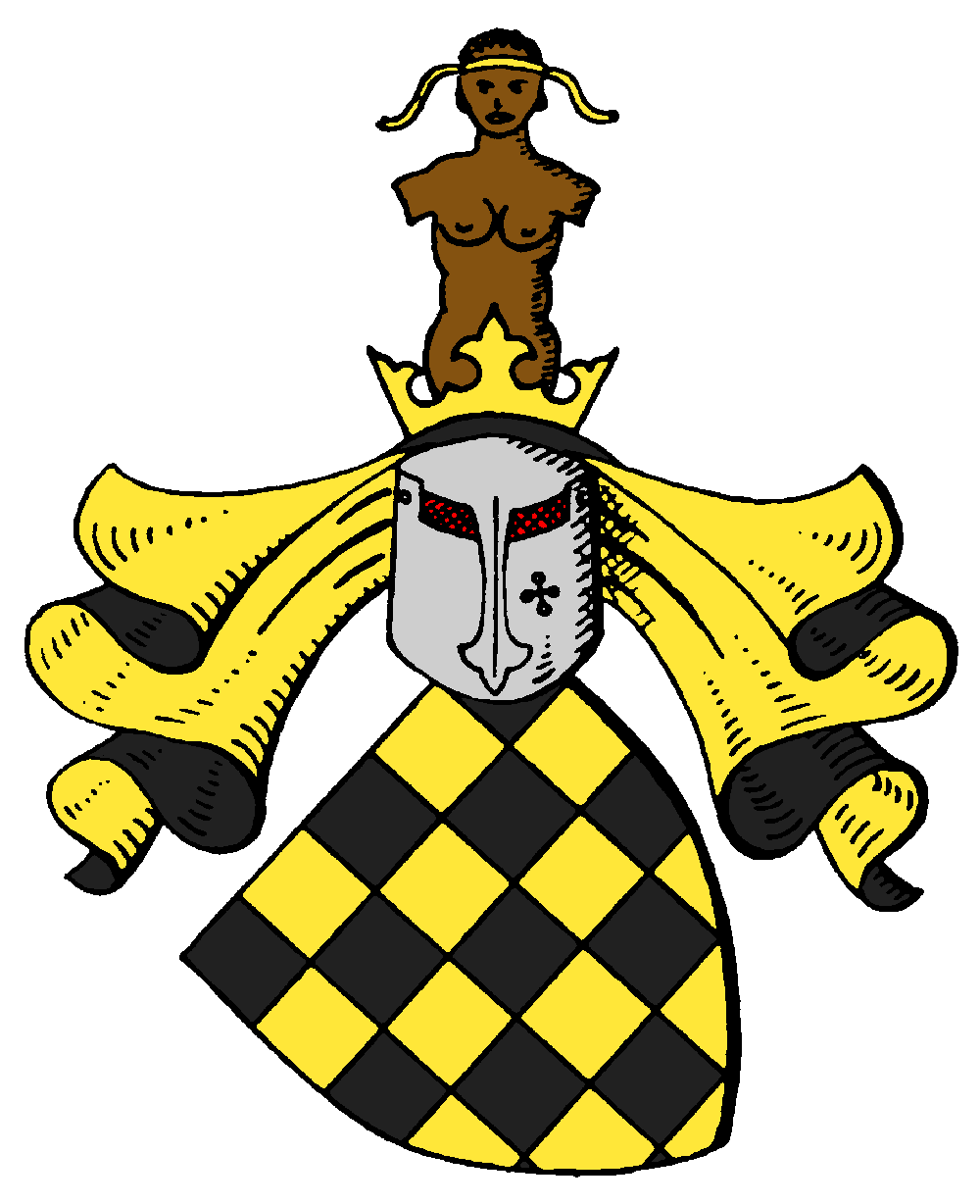
Prittwitz
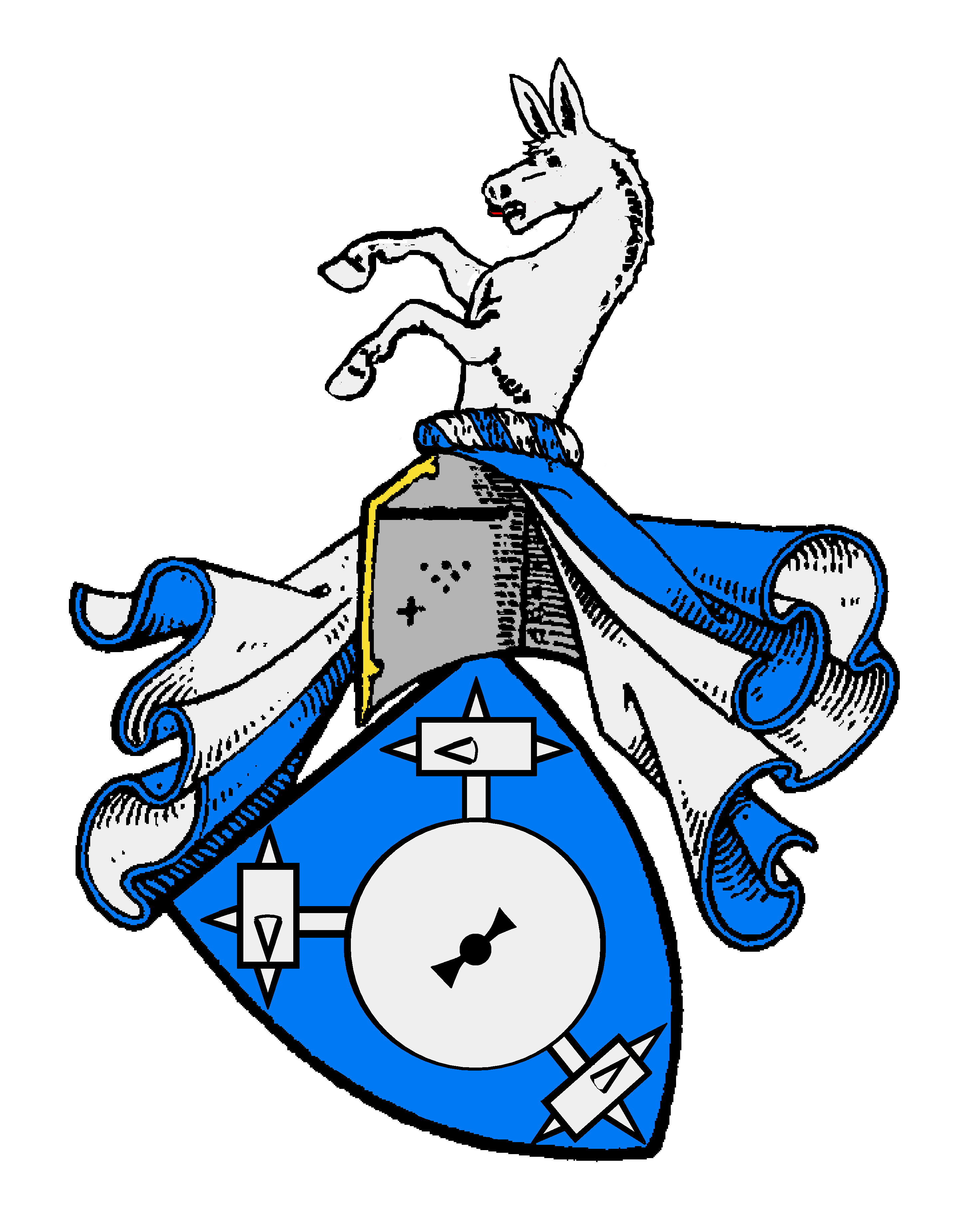
Reichenbach
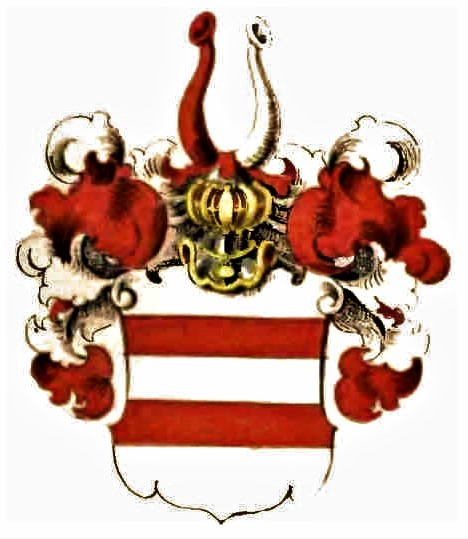
Reibnitz
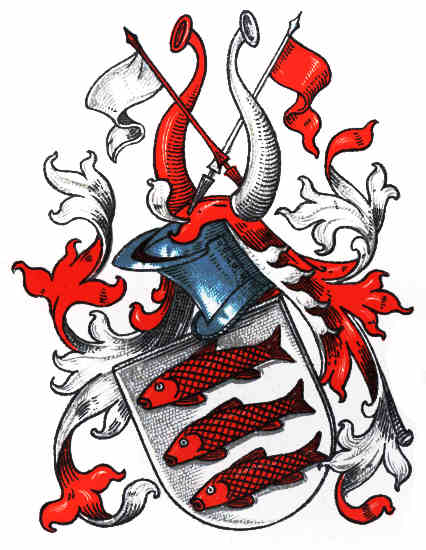
Seidlitz
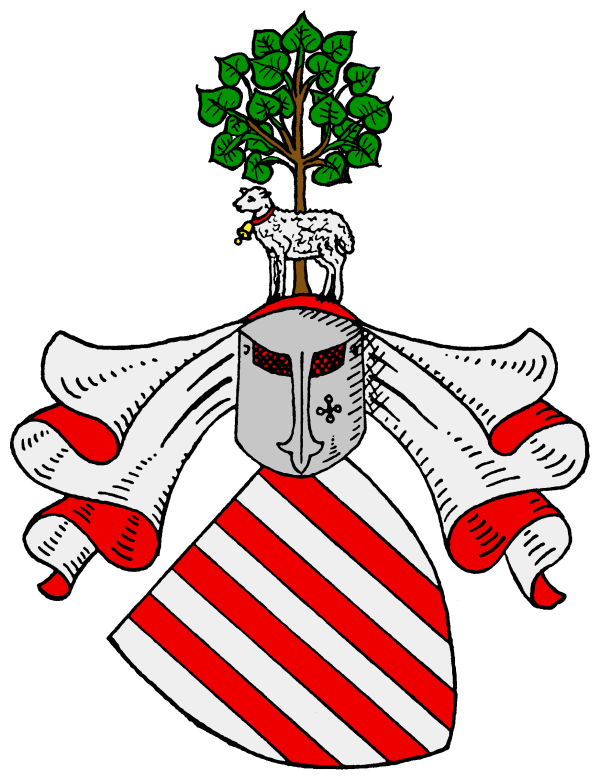
Schaffgotsch
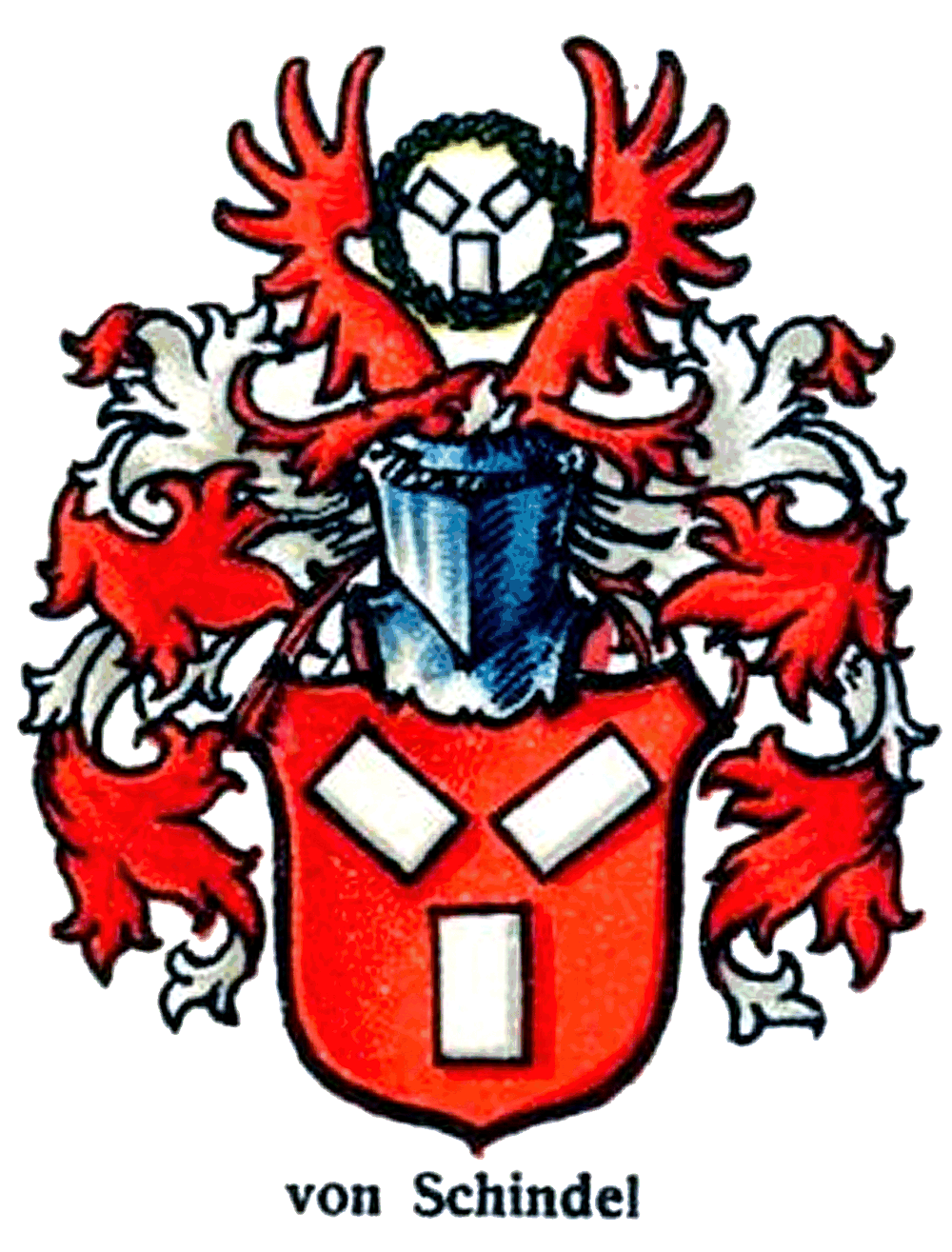
Schindel
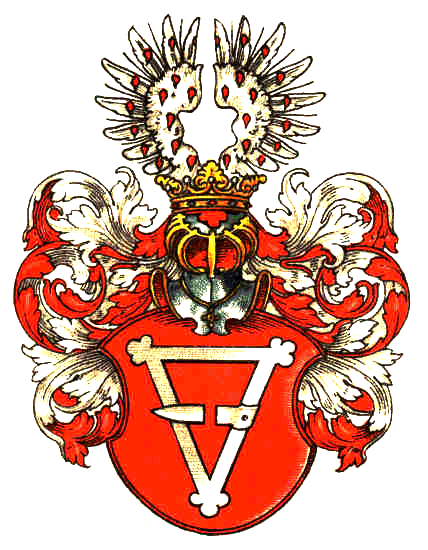
Zedlitz